# Eusebi Nomen Calvet
Eusebi Nomen Calvet   (Barcelona, 31 d'agost de 1957) és un empresari, acadèmic i polític andorrà.

## Biografia
Durant la dècada dels 80 es va instal·lar a Andorra i el 2008 aconseguí la nacionalitat després de 20 anys de residència, havent renunciat al passaport espanyol. Durant la legislatura 2009-2011 va exercir de portaveu del grup parlamentari d'Andorra pel Canvi, una plataforma ciutadana liderada per ell mateix que concorria per primera vegada a les eleccions generals i que va assolir tres consellers. Eusebi Nomen és doctor, màster i llicenciat en Ciències empresarials per ESADE a més d'enginyer tècnic agrícola. També posseeix un postgrau en Microbiologia aplicada expedit per l'Institut Pasteur de París i un altre en Dret de la Propietat intel·lectual expedit pel Franklin Pierce Law Center de Concord (EUA). Fins que va entrar en política dirigia la càtedra d'ESADE en Anàlisi d'actius intangibles.
Abans d'instal·lar-se a Andorra la seva carrera professional es va desenvolupar a cavall entre Chicago (EUA) i Ginebra (Suïssa). Als 21 anys liderava un equip a la multinacional Continental Grain Company encarregat d'operacions d'enginyeria financera. Set anys després va fundar la seva pròpia empresa i es va dedicar a l'assessoria financera mundial. Durant aquesta etapa va col·laborar amb l'estudi de Xavier Mariscal en la creació de la mascota Cobi per als Jocs Olímpics d'Estiu de 1992, va participar en la creació d'un parc d'atraccions al Japó i va col·laborar en la reforma del sistema de propietat industrial de l'antiga URSS.
El gener de 2019 va anunciar que tornaria a la política amb Andorra Sobirana, formació que es presentarà a les eleccions al Consell General d'Andorra de 2019. Tot i això, no va aclarir si es presentaria com a candidat a Cap de Govern.